# Narycia xylonitis
Narycia xylonitis är en fjärilsart som beskrevs av Edward Meyrick 1935. Narycia xylonitis ingår i släktet Narycia och familjen säckspinnare. Inga underarter finns listade i Catalogue of Life.